# Ça barde chez les mignonnes
Pour plus de détails, voir Fiche technique et Distribution.
Ça barde chez les mignonnes (Residencia para espías) est un film d'espionnage germano-espagnol coécrit et réalisé par Jesús Franco, sorti en 1966.

## Synopsis
Pendant une réunion de l'ONU, une nouvelle se répand : six avions équipés de missiles atomiques sont pointés sur Istanbul. Cette information provient d'une fuite des services secrets américains, et la CIA dépêche sur place leur meilleur agent secret, Don Layton, afin de démasquer le traître. Dès son arrivée à l'hôtel Hilton de la Corne d'Or, il retrouve son ancien ami, le colonel Spokane, qui lui présente sa jeune épouse mystérieuse, Janet. Spokane le met sur la piste d'un camp d'entraînement pour jeunes espionnes, dirigé par la commandante Pendleton. Il la rencontre et retrouve également Marion, une collègue et son ancienne fiancée, dépêchée à la résidence en tant que professeur. 
Layton découvre les cadavres du le chef des services de contre-espionnage local, le capitaine Hunter, et de sa femme chez eux. Accusé de complicité avec l'ennemi, le lieutenant Smith, son aide de camp, est emprisonné. Sa fiancée, Sofia, a disparu et elle serait de l'autre côté du Rideau de fer.
Alors que ses amis meurent ou sont enfermés en prison, Layton tente de démêler les fils du complot. Il finit par découvrir le pot aux roses : Janet, la femme de Spokane, a ruiné son mari en raison de son addiction aux jeux d'argent. Spokane s'est laissé corrompre. Layton lui suggère de se suicider pour sauver son honneur.

## Fiche technique
- Titre original : Residencia para espías
- Titre français : Ça barde chez les mignonnes
- Réalisation : Jesús Franco
- Scénario : Jesús Franco et Luis Revenga De Ancos, d'après le roman Layton et les Châtelaines de Michael Loggan
- Montage : Magdalena Pulido
- Musique : Odón Alonso
- Photographie : Antonio Macasoli
- Production : Karl Heinz Mannchen
- Société de production et distribution : Hesperia Films
- Pays d'origine :  Espagne et  Allemagne de l'Ouest
- Langue originale : anglais
- Format : couleur
- Genre : espionnage
- Durée : 90 minutes
- Dates de sortie : 
  -  Espagne : 1966

## Distribution
- Eddie Constantine : Dan Leyton
- Diana Lorys : Janet Spokane
- Anita Höfer : Marion
- Otto Stern : colonel Spokane
- Tota Alba : commandante Pendleton
- Cris Huerta : Willy
- Marcelo Arroita-Jáuregui : Omar
- Antonio Jiménez Escribano : général Chandler
- Howard Vernon : l'homme du pont
- Patty Shepard : une pensionnaire
- Mary Paz Pondal : Ilse
- Dina Loy : Yasmina
- Lola Gaos : la femme d'Omar
- Héctor Quiroga : Jimmy Smith
- Nora Romo : Dr. Lehmann
- Pilar Vela : Mrs. Kovach
- Jesús Franco : le pianiste (non crédité)